# Hymenocystis caucasica
Hymenocystis caucasica là một loài dương xỉ trong họ Woodsiaceae. Loài này được Meyer mô tả khoa học đầu tiên năm 1831.
Danh pháp khoa học của loài này chưa được làm sáng tỏ. 